# التعليم الزيتوني الأصلي
التعليم الزيتوني الأصلي هو نظام التعليم الإسلامي الذي كان قائمًا بجامع الزيتونة في تونس وفروعه الخمسة والعشرين قبل اتخاذ الحكومة التونسية قرارًا بإلغائه سنة 1954. وهو نظام دام ما يقارب الثلاثة عشر قرنًا لعب خلالها دورًا رياديّا في نشر الثقافة العربية الإسلامية في بلاد المغرب وفي العالم الإسلامي كله.
يعتبر جامع الزيتونة أول جامعة في العالم الإسلامي، وفي رحابه تأسست أول مدرسة فقهية بإفريقية كان من أبرز رموزها علي بن زياد بتونس، وأسد بن الفرات والإمام سحنون بالقيروان، وهو صاحب المدوّنة التي تعتبر عمدة المذهب المالكي في دور المختصرات إذ اختصرها ابن أبي زيد القيرواني في المختصر وأبو سعيد البرادعي في التهذيب وما نالت منزلتها هذه إلا بما انبنت عليه من البحث العلمي المثمر القائم على التحقيق والتمحيص «والتثبت الذي رسخت به أصول المذهب» وثبتته. وكذلك اشتهرت الجامعة الزيتونية في العهد الحفصي بالفقيه المفسّر والمحدّث محمد بن عرفه التونسي صاحب المصنّفات العديدة وابن خلدون المؤرخ ومبتكر علم الاجتماع. لقد تخرّج من الزيتونة طوال مسيرتها آلاف العلماء والمصلحين الذين عملوا على إصلاح أمّة الإسلام والنهوض بها. إذ لم تكتف الزيتونة بأن تكون منارة تشع بعلمها وفكرها في العالم وتساهم في مسيرة الإبداع والتقدّم وتقوم على العلم الصحيح والمعرفة الحقّة والقيم الإسلامية السمحة، وإنما كانت إضافة لذلك قاعدة للتحرّر والتحرير من خلال إعداد الزعامات الوطنية والقومية والإسلامية وترسيخ الوعي بالهُويّة العربية الإسلامية، ففيها تخرج إلى جانب من ذكر أبو الحسن الشاذلي وسالم بوحاجب ومحمد الخضر حسين شيخ جامع الأزهر و القاضي محمد بن عمار و محمد العزيز جعيط والمصلح الزعيم عبد العزيز الثعالبي والطاهر بن عاشور صاحب تفسير التحرير والتنوير والفاضل بن عاشور وشاعر تونس أبو القاسم الشابي صاحب ديوان أغاني الحياة ومن حلقاته العلمية برز المصلح الجزائري ابن باديس والرئيس الجزائري الراحل هواري بومدين، وغيرهم كثير من النخب التونسية والمغاربية والعربية.
ولقد تجاوز إشعاع جامع الزيتونة حدود تونس ليصل إلى سائر الأقطار الإسلامية فكان بحق - إلى جانب الأزهر والأموي والقرويين - أكبر حصن للغة العربية والشريعة الإسلامية في القرون الأخيرة.
وتذكر المراجع التاريخية أن بورقيبة كانت له خلافات قديمة مع علماء جامع الزيتونة واتهم بعضهم بمناصرة خصمه السياسي صالح بن يوسف عند إعلانه عن رفضه لاتفاقيات الحكم الذاتي سنة 1955. وكان بن يوسف قد خطب سنة 1955 في جامع الزيتونة واتهم بورقيبة بخيانة القضية الوطنية والقومية ودعا التونسيين إلى مواصلة مقاومة الإستعمار كما نادى بتوحيد النضال في المغرب العربي حتى الحصول على الاستقلال التام. وبعد سنوات قليلة من الاستقلال وضع بورقيبة حدّا لجامع الزيتونة بمساعدة محمود المسعدي وزير التربية والتعليم آنذاك الذي كان يدعم نمط التعليم الغربي، وبذلك يكون بورقيبة قد قضى على نظام تعليمي متكامل دام لمدة قاربت 13 قرنًا.

## الصلة بين التعليم الزيتوني الأصلي والكتاتيب
لقد ارتبط التعليم الزيتوني الأصلي منذ البداية بنظام الكتّاب أو المكتب باعتباره مدرسة لنشر التعليم الابتدائي النافع بين أبناء المسلمين. أما التعليم الزيتوني فكان يعتبر مؤسسة متوسطة وجامعية، يتحتم على الطالب قبل الالتحاق بها أن يتعلم القرآن الكريم ومبادئ العلوم الشرعية وهذا كان يتم في الكتاتيب. ومن خلال ما رواه لنا الأقدمون عن الكتاتيب التي يتلقى فيها الطلاب دراستهم الأولية ندرك أن وظيفتها في محيط البلاد التونسية لم تتغيرعبر العصور. وهي أنها تزود الصبيان بثقافة عامة تؤهلهم للالتحاق بالتعليم الزيتوني الأصلي الذي لا يأتيه في الغالب إلامن تحصل على مبادئ من العلوم الشرعية، فتكون مرحلته مرحلة تعمق تدريجي من سنة إلى أخرى ثم يتوج بالتخصص لمن يتأهل له.

## وظيفة الكتاتيب
وفيما يلي وظيفة الكتّاب كما حددها لنا الأعلام الذين عاشوا في عصور مختلفة كان فيها جامع الزيتونة يقوم بدوره التعليمي والتربوي خير قيام. فهذا محمد بن سحنون الذي عاش في عهد الأغالبة يقول في وصف وظيفة معلم القرآن في ذلك العهد: «وينبغي أن يعلمهم إعراب القرآن ويلزمه ذلك، والشكل، والهجاء، والخط الحسن، وحسن القراءة بالترتيل، وأحكام الوضوء والصلاة وفرائضها وسننها وصلاة الجنازة ودعاءها وصلاة الإستسقاء والخسوف" قال عليش: محل قوله عندي إعراب القرآن هو تعليمه معربا احترازا من اللحن إذ الإعراب النحوي متعذر. وينقل لنا عليش - عند تعرضه لموضوع شركة المؤدبين في التعليم عند تفاوتهما في العلم – رأي القابسي فيه، وهوالذي عاش في عهد العبيديين وصدر عهد الصنهاجيين وتوفي بعد سحنون بقرن ونصف، فيقول: «إن لم يكن لأحدهما من الزيادة إلاّ أن يعرب قراءته والآخر لايعربها ولايلحن... فهذا قريب مغتفر في الشركة... ولوكان أحدهما يقوم بالشكل والهجاء وعلم العربية والشعر والنحو والحساب "أي والآخر يقوم بتعليم القرآن" وأما لو انفرد معلم القرآن بجميعه لجاز...»  والذي يهمنا من هذا كله هو ذكر مادة الحساب من بين مواد التعليم بينما لم يذكرها ابن سحنون في كتابه كما رأينا وهو تطور مهم. وإذا ما انتقلنا إلى العهد الحفصي، نجد ابن خلدون يحدد وظيفة الكتّاب في إفريقية (وهي تشمل أساسا تونس والشرق الجزائري والغرب الليبي) فيقول: «وأما أهل إفريقية فيخلطون في تعليمهم للولدان القرآن بالحديث في الغالب، ومدارسة قوانين العلوم وتلقين بعض مسائلها، إلا أن عنايتهم بالقرآن، واستظهار الولدان إياه، ووقوفهم على اختلاف رواياته وقر آته أكثر من سواه، وعنايتهم بالخط تبع لذلك."  وأما في العهد الحسيني التركي فنجد محمد فريد يسمي الكتاتيب بالمدارس الابتدائية ويقول عنها: «وهذه المدارس الابتدائية كالكتاتيب بمصر يتعلم فيها الأطفال القرآن الشريف وبعض مبادئ الدين الحنيف، وهي كثيرة منتشرة في جميع أزقة الحاضرة وفي بعض البلاد الأخرى، وكان أمرها مهملا، لا مرتبات منتظمة للمعلمين (ويسمونهم في تونس بالمؤدبين)، ثم اعتنى بها المرحوم خير الدين باشا فرتبها بقانون مخصص في سنة 1292هـ (1875م). ولما احتل الفرنساويون البلاد أدخلوا على ترتيبها بعض التغيير في سنة 1306هـ (1888م)، وألحقوها بإدارة العلوم والمعارف وجُعل لها مباشر مسلم... وجاء بالرزنامة التونسية لعام 1320هـ (1902 م) أن عدد هذه المكاتب بالحاضرة بلغ 107 وعددها ببلدان الإيالة 1321 وجملة المؤدبين بالحاضرة والإيالة 1432 وعموم التلامذة بها 21490. ولقد أنشئت في سنة 1312هـ (1894 م) مدرسة لتخريج المؤدّبين لهذه المدارس تسمى بالمدرسة التأديبيّة ولوجودها في مكان كانت به مدرسة قديمة تعرف بالعصفوريّة أطلق عليها هذا الاسم... ويقال إنها وافية بالغرض الذي أنشئت لأجله. ولقد زرت أحد هذه المكاتب فوجدته في غاية النظافة وبه بعض الترتيب لكن ليس به مقاعد للتلاميذ بل كلهم جالسون على الحصير بالكيفيّة المعروفة، وعقلاء التونسيّين مجتهدون في إصلاحها لأنها هي المدارس الوحيدة لنشر التعليم الابتدائيّ المفيد بين أولاد المسلمين". يستنتج مما تقدم أن وظيفة الكتاتيب لم تتغير في مختلف العهود التي مر بها التعليم الابتدائي، وكذلك المواد الدراسية فإنها لم تختلف كثيرا؛ وقد رأينا كيف لم يذكر ابن سحنون مادة الحساب بينما ذكرها القابسي الذي توفي بعده بقرن ونصف.

## تطور المواد الدراسية في التعليم الزيتوني الأصلي
مرحلة التعليم الزيتوني الأصلي هي مرحلة تعمق فيبدأ في تلقي المواد العلمية بالفهم من شرح المتون التي عادة ما تكون حفظت في المرحلة الابتدائية «ثم يرتقون في دراسة كتاب العلوم بشروح وحواش (الحاشية كتاب توضيح وتعليق على الشرح)، وينتقلون من انتهاء كتاب إلى أوسع منه في علمه ببسط شرح وزيادة مسائل، وهذا التعليم لا منتهى له وهو يجمع ما يعادل التعليم الثانوي والعالي» 
"وبناءً على ما تقدم من مهمة الكتاتيب وما كان يدرّس فيها من مواد بالإضافة إلى ما اطلعنا عليه من تراجم بعض العلماء الذين تخرجوا من هذا الجامع ومنهم العلامة عبد الرحمن بن خلدون في القرن الرابع عشر ميلادي والشيخ محمد الشافعي التونسي في العهد الحسيني حوالي منتصف القرن الثامن عشر، نخلص إلى أن المواد الدراسية لم تختلف كثيرا طيلة عهود الجامع عما كانت عليه في العهد الحسيني عند مطلع القرن العشرين. وقد كانت في هذا العهد كالآتي: 1- القراآت. 2- التفسير. 3- الحديث: رواية ودراية. 4- التوحيد. 5- علم الفقه ويشمل مادة الفرائض. 6- أصول الفقه. 7- علوم العربية وتشمل النحو والصرف والإنشاء والأدب والبلاغة. 8- التاريخ. 9- الحساب. 10- المنطق.
ويضيف إليها ابن عاشور مادتين أخريين هما: 11- آداب البحث. 12- العروض.
وبديهي أن هذه المواد تختلف من حيث الأهمية؛ فمنها ما هو أساسي ويسمى بالمقاصد، ومنها ما هو وسائل أو مقدمات وهي بمثابة الآلات لمعرفة المواد الدينية الأساسيّة كعلوم العربية والحساب والمنطق. وهو ما يستلزم أن تعطى المواد الأساسية في التعليم الزيتوني عناية أكثر وحظا أوفر من التدريس. وفي الأربعينيات أضاف الشيخ المصلح محمد الطاهر ابن عاشور، شيخ الجامعة الزيتونية مادة الرياضيات العصرية والفيزياء والكيمياء والعلوم الطبيعية إلى برامج التدريس. وفي سنة 1951 تم إحداث الشعبة العصرية باختصاصيها الفلسفي والعلمي واستحدثت فيها مواد جديدة لم تكن تدرس من قبل في الزيتونة مثل الفلسفة واللغات الحية (الفرنسية والإنجليزية) وارتفع مستوى الرياضيات الحديثة والعلوم الطبيعية والفيزياء والكيمياء إلى درجة تَمَكّن عدد من خريجــــي الشعبـــــة الزيتونيــــة العصريــــة من النجاح في الباكالوريا فرنسية وكل هذه المــــواد ذكرهــــا الشيخ الطاهر بن عاشور وأوصى بتضمينها في التعليم الزيتوني منذ أكثر من قرن، أي منذ سنــــة 1910، زمن انتهائــــه من تحرير كتابـــه الشهيــــر في إصلاح النظام التربوي الزيتوني: «أليس الصبــــح بقريب؟»
وإذا أضفنا المواد التي تم استحداثها، وهي كالآتي: 13- الرياضيات العصرية. 14- الفيزياء. 15- الكيمياء. 16- العلوم الطبيعية. 17- الفرنسية. 18- الأنجليزية. 19- الفلسفة. 20- الأدب العربي.
تصبح المواد التي كانت تدرس بالجامع حتى مستوى التحصيل بشعبتيه العلمية والعصرية نحوا من عشرين. وإذا استثنينا الأنجليزية التي كانت لاتدرس لطلبة الشعبة العلمية فإن بقية المواد المذكورة كانت تدرس لطلبة كلتا الشعبتين على اختلاف في مستوى المواد الأساسية في كلتيهما. وبديهي أن إيقاف العمل بمنظومة التعليم الزيتوني التي كانت تضم المستوى الجامعي حيث تمنح للمتخرجين شهادة العالمية (الإجازة)، تطبيقا لأمر 1 مارس 1961، الذي أصبحت بموجبه كلية الشريعة وأصول الدين الوريثة الرسمية لجامعة الزيتونة (أمر 31 مارس 1960) ولجامع الزيتونة كمؤسسة تعليمية طوال قرون مديدة، حرم الجامعة الزيتونية من أن تواصل تطورها لتصبح جامعة عصرية متعددة الاختصاصات على غرار الجامعات العريقة في الغرب كجامعة أكسفورد وكامبريدج ببريطانيا اللتين أنشئتا في القرن الحادي عشر وبداية القرن الثالث عشر على التوالي. لهذا اعتبر هذا الإجراء خطأ تاريخيا، خاصة لأنه تم في وقت بلغت فيه جهود الإصلاح التربـوي في الزيتونـــــة أوجهـــــا وبدأت تؤتي ثمارها مع بعـــــث الشعبـــة العصريـة على يد الشيخ الطاهر بن عاشور".

## إلغاؤه
وقد انطلقت الحملة ضد التعليم الزيتوني الأصلي منذ السنة الدراسية 1956-1957 تحت شعار توحيد التعليم ليتوقف تماما في عام 1964. وهوتوحيد ما كان ليثير كل ذلك الاستياء لولم يتم على حساب التعليم الديني وعلى حساب لغة القرآن العظيم التي لم تتبوأ المكانة التي تليق بها في البرامج التعليمية بالرغم من كونها اللغة الرسمية للبلاد؛ فكان أن أوقف قبول التلاميذ بجميع فروع الزيتونة حتى أغلقت وقد بلغ عدد تلاميذها خمسة عشر ألفا بين سنوات 1945 و1950 بينما أصبحت المدارس الفرنسية تابعة لكتابة الدولة للتربية القومية واستمرالتدريس فيها كما كان قبل الاستقلال باللغة الفرنسية باستثناء بدء حركة محتشمة لتعريب التعليم الابتدائي جزئيا وعلى مراحل بينما كان التعليم الزيتوني الأصلي بجميع مراحله بما في ذلك تدريس العلوم الصحيحة كالرياضيات والفيزياء والكيمياء معرّبًا بالكامل. "ولاشك أن وضعية التعليم كانت ستصبح مختلفة تماما على ماهي عليه اليوم، ولربما أمكن تجنب الكثير من الإخفاقات التي عرفها هذا القطاع لو أننا استفدنا في أواخر الخمسينات من تجربة تعريب العلوم الدقيقة التي عرفها التعليم الزيتوني منذ الأربعينات وكلّلت بالنجاح بالرغم من ضعف الموارد ومعارضة سلطة الحماية لمحاولات الإصلاح الجدية"  بفضل جهود النخبة من العلماء التونسيين من أمثال الدكتور محمد السويسي والمهندس محمد الميلي وعدد من المدرسين الزيتونيين وبعض خريجي الشرق من الزيتونيين الذين أتمّوا اختصاصاتهم العلمية بجامعاته".

## نتائج الغائه
- تأخر تعريب التعليم

ولا تزال آثار ذلك الإلغاء قائمة حتى يومنا هذا وتتمثل في الإستمرار في التوجه التغريبي حتى بعد امتلاك القدرة على إصلاح منظومة التعليم بما يخدم التطلعات القومية والمصلحة الوطنية وينسجم مع الهوية العربية الإسلامية لتونس ويدعم الاستقلال اللغوي الثقافي عن المستعمر الفرنسي. وآية ذلك أنه بعد مضي ما أناف على نصف قرن لم يتخط تعريب التعليم المرحلة الإعدادية بسبب تشبث غريب بتكريس التدريس للمواد العلمية باللغة الأجنبية في مرحلة التعليم الثانوي والعالي لاينم إلاّ عن ضعف رؤية لمفهوم الأمة كما حدده أحد أقطاب الحركة الإصلاحية في تونس ومؤسس الحزب الحر الدستوري التونسي الزعيم عبد العزيز الثعالبي حين قال: "إن اللغة هي عنوان عظمة الأمة والمرآة الصقيلة التي تنعكس فيها صورتها الحقيقية. والأمة التي تهمل لغتها لاشك أنها سائرة إلى الفناء. ويذكر الدكتور علي الزيدي أن وضعية التعليم بعد الاستقلال الداخلي طرحت منذ سنة 1955 وأثيرت مسألة التعريب وحصلت نقاشات واسعة شارك فيها الزيتونيون والصادقيون وتوجها بورقيبة في خطابه سنة 1958 بأعلان تشكيل لجنة في وزارة المعارف لإعادة الروح الوطنية للتعليم حيث وضعت مخططا تربويا عشريا من 1958 إلى 1968 يقوم على توحيد التعليم الذي كان مشتتا في عهد الحماية بما في ذلك الشعبة العصرية الزيتونية وتحقيق التعريب التام للتعليم عبر مراحل. غير أن ما حدث، حسب الدكتور الزيدي، لم يعكس ما صرح به بورقيبة بل العكس تماما حيث قرر الحزب الاشتراكي الدستوري بعد سنة 1968 شن هجوم كبير على التعريب والتعليم الزيتوني معتبرا أن بورقيبة عمد إلى مغالطة التونسيين وخداعهم خاصة الزيتونيين وأنه نفذ مخططًا ومشروعا سريّا كان أعدّه آخر مدير تعليم فرنسي بتونس "جون دوبياس" يقوم على تدريس العلوم والتقنية بالفرنسية والتشكيك في جدوى التعليم الزيتوني وتحويل جامع الزيتونة إلى كليّة من كليات الجامعة التونسية التي كانت وليدة الجامعة الفرنسية بباريس. وقد كلف بورقيبة محمود المسعدي بتنفيذ المشروع بعد أن رفض الشابي ذلك وقدّم استقالته.
- التصحر الديني

ومن آثاره ضعف الخطاب الديني وعدم ملاءمته للواقع وتحديات العصر نتيجة لسياسة التصحّر الديني المتمثلة في إلغاء التعليم الزيتوني الأصلي، وضعف مناهج التربية الدينية بالمدارس الرسمية . فقلّما تجد في هذا الخطاب ربطا بين مقاصد الشريعة وأحكامها. ولاشك أن غياب هذا الربط يولّد خللا في الأولويات والموازنات بين مصالح العمل الفردي ومصالح الجماعة، أو بين مصالح تطبيق سنّة شرعية على حساب مقصد الوحدة والتضامن بين المسلمين، أو بين درء مفسدة خاصة بفئة لكنها جلب لمنافع عظيمة لجماعة المسلمين أو العكس، كأن تكون مصلحة خاصة بفئة معينة تُفرض ولو كانت مفسدة عامة للناس (وقد عانى منه الشعب الكثير قبل الثورة).
- غياب الوعي الديني الصحيح

غياب الوعي الديني الصحيح الناتج عن الاكتفاء بالإلمام ببعض المعارف وبعض المنتخبات من النصوص الدينية دون محاولة ربطها بإطارها الأشمل بما يتفق مع حقائق المقاصد الكلية للشريعة، ويحقق المنافع منها. فنلاحظ من خلال بعض السلوك الشائع عدم وجود قناعات راسخة بالالتزام بالدين وأحكامه العملية تخرجه عن مجرد التقليد الفطري للتديّن وتجعله أكثر تأثيرا على المؤمن من مجرد الممارسات الدينية الطقوسية التي يقوم بها الفرد كعادة أو كمظهر اجتماعي ينقصها الإدراك التام لأهميتها ومقاصدها وأثرها في حياته. وذلك كله راجع إلى ضعف التكوين الديني المدرسي.
- ضعف الوازع الديني

انتشارأنماط من السلوك الفردي والجماعي في الحياة اليومية للتونسيين لاتدل على عمق الوعي الديني وصدق التدين مثل تزايد العنف اللفظي والمادي، في الاسرة والمجتمع وتزايد معدلات الجريمة وانتشار الرشوة والفساد وتنوّع أساليب الغش والظلم والتحايل على الناس وأكل أموالهم بالباطل.
- ظهور التطرف الديني

ظهور التطرف الديني عند البعض من الشباب نتيجة لقمع السلطة وسياسة التصحر الديني وتجفيف المنابع  الذي نتج عنه ضعف التكوين الديني الذي من مظاهره غياب مقاصد الشرع وعدم الاستفادة من نقد الآراء الفقهية المتنوعة وترجيح بعضها على بعض والتأدب بأدب الاختلاف عند الحوار، والتثبت والتمحيص والتأني قبل الإقدام على الإقصاء أو الرفض المسبق لكل طرح جديد، أو فقه مخالف معتبر. كل ذلك وغيره قد أفرز مواقف متشنجة ومتعصّبة لرؤية أحادية لا تنظر لقضايا الشرع أو للواقع إلا من خلالها ثم تجعل مجال هذه الرؤية الناقصة الطريق الوحيد إلى الحق الذي لا يجانبه إلا شقيّ. وهي ليست في الحقيقة غير طريق التطرف والغلوّ في الدين والخروج عن ثوابته القطعية. ويذهب الأستاذ الدكتور علي الزيدي إلى أن النظام البورقيبي لم يستفد من التراكم الذي حدث خلال فترة الحماية واهمل المكاسب التي حققها التونسيون في مجال التعليم خاصة بعد الحرب العالمية الثانية. فحوّل التعليم المتنوع الذي ورثه من الاستعمار إلى نظام فرنكفوني بامتياز بداية من 1968 وحقق ما عجزت فرنسا عن تحقيقه من خلال مشاريعها المتعددة. ومنذ ذلك الحين أصبح التعليم التونسي غير متزن و«يقف على ساق واحدة» كما قال الدكتور الزيدي حيث إنه يتوجه إلى العقل فقط وأهمل الروح فأنتج متعلمين ومثقفين يعاني معظمهم من تمزق وانفصام في الشخصية وهذا ما أدّى إلى ظهور السلفية بشقيها اليميني واليساري.

## عودة التعليم الزيتوني الأصلي
عاد جامع الزيتونة إلى سالف نشاطه بصفة تدريجية بعد صدور حكم قضائي من المحكمة الإدارية بإعادة فتح مؤسساته ونزع الاقفال عن باب إدارته بتاريخ 2012/03/19 وإعادة مفاتيحه إلى الهيئة العلمية. وكان نظام بن علي قد بعث ألأمل في إعادة فتح مؤسسات التعليم الزيتوني في وجه التونسيين وسمح بالتدريس فيها لعدة أشهر فقط سنة 1987 ثم أمر بإعادة غلق هذه المؤسسات؛ ففسر ذلك الإجراء آنذاك بأنه مبادرة من النظام لتحقيق مكاسب ظرفية. هذه المرة تم الفتح بناء على أمر من سلطة غير السلطة التنفيذية تبعه ما يمكن وصفه بأنه إذعان من السلطة التنفيذية لحكم القضاء تمثل في ابرامها وثيقة عودة التعليم الزيتوني الاصلي وقد أمضى على هذه الوثيقة في حفل مهيب بجامع الزيتونة علاوة على شيخ الجامع، كل من وزير التربية، ووزير التعليم العالي، ووزير الشؤون الدينية، وتنص على أن جامع الزيتونة مؤسسة دينية علمية مستقلة غير تابعة وذلك يوم 12 ماي 2012. هذه العودة إلى التعليم الزيتوني رافقتها ردود أفعال متباينة من العديد من الأطراف السياسية، حيث رأى البعض في هذه العودة «ردّة ونكسة للحداثة»، بينما استبشر الشق الآخر، واعتبرها «استعادة الشعب لهويته ولروحه وأصالته ولثقافته العربية الإسلامية». وتسعى مشيخة الجامع لاسترجاع مقراته التي كانت تابعة له؛ ومن بينها مقرات بتونس العاصمة وهي المدرسة الخلدونية ومعهد ابن شرف بالحي الزيتوني وجامعة الزيتونة وجامعة 9 أفريل (وكانت تسمى معهد ابن خلدون) ومقرات في داخل البلاد مثل بنزرت وباجة والكاف ومنزل تميم وسوسة وجندوبة ومساكن والمنستير والمهدية والقيروان وفريانة وتالة وقفصة وتوزر وصفاقس والمحرص وقابس ومدنين وتطاوين وقبلى وجمال ونفزاوة وقسما ابن باديس والكتانى بقسنطينة من الجزائر. كما تسعى أيضا إلى استرجاع مكتبة الجامع التي تعد قرابة 530 ألف مصنف ومخطوط.

## مقالات ذات صلة
- التعليم الإسلامي وحركة الإصلاح في جامع الزيتونة (كتاب)
- جامع الزيتونة
- تطور مواد الدراسة في التعليم الزيتوني الأصلي